# Skirwith
Skirwith är en by (village) i civil parish Culgaith, i distriktet Westmorland and Furness, i grevskapet Cumbria, i England. Skirwith var en civil parish 1866–1934 när det uppgick i Culgaith. Civil parish hade 227 invånare år 1931. Den har en kyrka.